# 日野式自動拳銃
日野式自動拳銃（ひのしきじどうけんじゅう）は、1904年(明治37年)に日野熊蔵によって開発された自動拳銃である。設計図自体は1897年(明治30年)には既に書きあげられていたとも言われている。
開発は日野熊蔵によって行なわれたが、特許取得や販売に関しては投資家の小室友次郎が関わったため、日野・小室式自動拳銃と呼ばれることがあり、実際の販売開始が1908年(明治41年)であった事から、英語圏ではHino Komuro M1908とも呼ばれている。
しかし、銃器では開発者の名を冠することが一般的であるため、本稿では日野式自動拳銃と呼称を統一して記述する。

## 概要
開発者は当時陸軍中尉の肩書きを持っていたが制式採用された銃ではなく市販品であった。最も代表的な口径は32口径であり.32ACP弾を使用するが、販売初期には5mm口径から8mm南部弾まで様々な口径が製造された。装填数は弾薬の種類により8-15発とされた。同時代のモーゼルC96やFN ブローニングM1910とは比較にもならない拳銃であり、実際に使用された可能性は少ない。それでも1912年までに500丁前後の生産が行なわれたと記録にはあり、その非常に特異な外見からガンコレクターには人気の高い銃である。

## 特徴
外観・作動方式ともに非常に特徴のある拳銃である。まずトリガーガードが無く、側面にチェッカリング（滑止め）が刻まれたバレル（銃身）が、細く伸びたレシーバーからさらに飛び出しているのが外観の特徴である。作動方式はブローフォワード式という非常に珍しい機構となっている。ブローフォワードは、ブローバックとは正反対にバレルを前進させてコッキングを行い、トリガーを引く事でロード（装填）と同時に撃発（発射）してイジェクション（排莢）を行なうものである。バレル先端がレシーバー(銃本体)から飛び出しているのはそのためで、バレル先端をつまんで前方に引くことによってスプリング圧がかかった状態で銃身がトリガーにロックされ、初弾の先端がチャンバー（薬室）に送り込まれる。そしてトリガーを引くとバレルが後退しながらチャンバーに弾薬が完全に送り込まれ、最後にレシーバー後端にねじ込まれる形が取られた固定式のファイアリングピン（撃針）に、弾薬のプライマー(銃用雷管)が叩かれる事で発火する。この時、一般的なブローバックはバレルがレシーバーに固定されている為、固定されていない（フローティング構造となっている）スライド、またはボルト(遊底)が反動で後退する事で次弾の装填及びコッキングが行われるが、日野式の場合はブローバックの遊底に相当する部分がレシーバーで、ブローバックとは逆にバレル側がフローティング構造の為、射撃の反動によりバレルが前進して再度コッキングが行われる。
しかし、この銃は様々な構造上の問題から、持ち運びが非常に不安な銃としても有名である。この銃のボルトは完全閉鎖せず、トリガーシアーによって開かれた状態で固定されるオープンボルト式である。加えて、ファイアリングピン（撃芯）が固定されているため、射撃準備の為にボルト（銃身）を前進させた際に、万一バレルから指を滑らせるなどしてシア（逆鈎）に引っ掛ける事に失敗した場合、リコイルスプリングの力で後退したバレルが弾薬をチャンバーに装填してそのまま撃発されてしまう暴発が発生しうる。この時のバレルの掴み方によっては暴発と同時に自分の手を撃ち抜いてしまう事になりかねない。この為、取扱説明書では慌てて操作するなどの理由により指を滑らせる可能性の高い緊急時のコッキングの際には、バレルを手で掴んで前進させるのではなく、手首のスナップを利用して銃本体を勢いよく振る事で、遠心力によりバレルを前進させてコッキングする方法が推奨されていたほどである。
また、一度コッキングしホールドオープンした状態になると、初弾の先端がチャンバーに送り込まれた状態になるので、この状態から射撃を中断してデコッキングし、安全に弾薬を排出（アンロード）するのが非常に困難である。構造上はバレルを掴んで保持した状態でトリガーを引き、ゆっくりとバレルを後退させてから再度ゆっくり前進させる事でエキストラクターを使ってアンロードが可能であるが、万一この時にも指を滑らせてバレルを勢いよく後退させてしまうと、やはり暴発に至る事になる。一連の作業をより安全に行うには、ねじ込まれているファイアリングピンを一度完全に外す必要があり、非常に不便である。なお、米国に現存する日野式の改造品では、ファイアリングピンの突き出し量を2段階に調整する機構が組み込まれたものがあり、アンロードの際の暴発を予防する目的でこのような機構が追加されたものと考えられている。
トリガーガードが無い事も、この銃の安全性を低める一因となっている。一応グリップセフティはあるが、つっかえ棒のようにトリガーを止めているだけのものであり、しかも双方ともグリップの前面についているため、ホルスターに入れる際にトリガーとグリップセフティが同時に押される事で暴発する可能性があった。また、この銃のマガジン(弾倉)は、最初はトリガーとスプリングを共用する可動部品により固定されるのみであったが、後にグリップセフティの下にマガジンキャッチが追加された為、グリップの握り方によっては射撃前にマガジンが脱落するリスクも発生する事になった。ちなみに、トリガーを始めとする操作機構が銃の前面に集中しており、マニュアルセフティのような側面のレバーが無い事から、日野式は銃器全体を見ても珍しい左右完全対称の外見を有する事にもなっている。
またこの銃は半自動式拳銃でありながら、独立したディスコネクターが存在せず、トリガーにシアとなる突起を2つ持たせる事でディスコネクターとシアを兼用する構造となっている。つまり、トリガーが引かれていない時はトリガーの支点より前方の突起がバレルに引っかかる事でシアの役割を果たし、トリガーを完全に引いて撃発すると、支点より後方の突起が撃発後に再前進したバレルに引っ掛かる事でディスコネクトが完了する仕組みである。その後トリガーを再び戻すと、支点より後方の突起が外れると同時に、支点より前方の突起がバレルに引っ掛かって次弾の撃発準備が完了する。このような構造は部品点数が最低限で済む半面、トリガーの引き代が不十分であったり、撃発後にトリガーを戻す速度が過剰に遅かったりすると、バレルがトリガー前後のどちらの突起にも引っ掛からずに後退してしまい、暴発やフルオート発射という極めて危険な状況が発生しうる。その為取扱説明書ではトリガーを中途半端な力で操作する事は禁忌とされ、強く確実に引き切る事が推奨されていた。
実際にこの銃を開発した日野熊蔵自身2度の暴発事故に遭遇しており、1度目は自身で自分の左手の親指を撃ち抜いて負傷し、2度目は部下の銃器職人が日野を背後から撃つ形になって腹部を貫通する重傷を負っている。

## バリエーション
一部8x22mm南部弾用のものが生産された（国際出版　月刊「Gun」誌上で　米コレクターの持ち物が紹介されたが　生産数は不明。）。また、後年発見された初期の販売カタログ上では、5mmや6mm口径(.25ACP弾)なども製造されていたという。

## 現存品
商品として上記のような問題を抱えていた事から、日野式の販売数は芳しくなく、発売以降日本軍の実戦で使われた例は無いものと考えられている。民間人に販売されたものも日本の敗戦の中で散逸した事により、数多くの戦前の日本製銃器が動態保存されている米国内でも、日野式は.32ACP仕様ですら数えるほどしか現存しておらず、8mm南部仕様に至っては2挺しか現存が確認されていない。
販売元の日野自身自宅が東京大空襲で全焼した事により、販売カタログや在庫品などの資料の多くが焼失した。その為、日野式の正確な商品ラインナップは長年謎に包まれており、8mm南部仕様が1974年(昭和49年)に第81歩兵師団に所属していた元米兵宅から発見されるまでは、全ての日野式が.32ACP仕様であると考えられていた。その後1979年(昭和54年)に日野の伝記「日野熊蔵伝」を著した渋谷敦により初期の販売カタログが発掘された事により、.25ACP仕様などの存在が再確認された。
その後1992年(平成4年)になって、三重県の個人宅より17挺の.32ACP仕様の日野式が発見される「事件」が起きた。個人宅所有者の死後45年が経過した後に遺族が発見したものであり、17挺の日野式は直ちに三重県警に提出された。日本の銃刀法上はこのような経緯で回収された拳銃は試射の後に廃棄処分される事が原則となっている為、「事件」は米国の専門誌を通じて海外に報じられ、文化財としても貴重であり、ひいては米国内では極めて高値で取引される珍品の行く末を巡り物議を醸す事となった。この事件が米国で報じられた当初は7挺が警察内で保管され、10挺が廃棄予定とされていたが、その後日野熊蔵の遺族や日本国内の博物館による発見された日野式の文化財としての保存の働き掛けにより、3挺が廃棄処分を免れ、三重県、熊本県、埼玉県の博物館に寄贈された。また、この17挺の製造番号から、それまで米国内に現存していた日野式の製造番号から推察されていた300挺程度よりも総製造数が増える可能性も示唆された。